# Wittstock-Ruppiner Heide

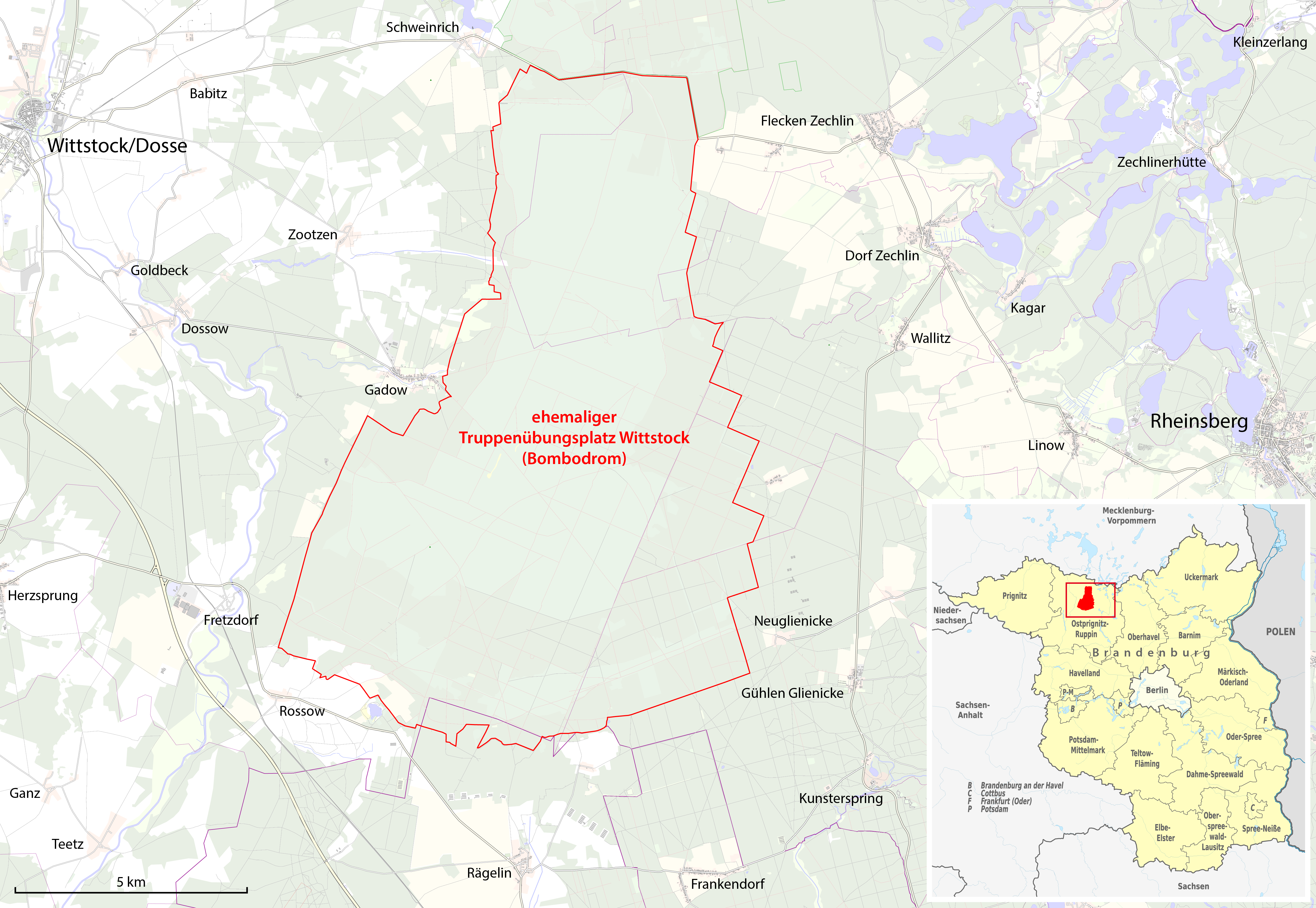
Karte des ehemaligen Truppenübungsplatzes Wittstock im Westen der Wittstock-Ruppiner Heide

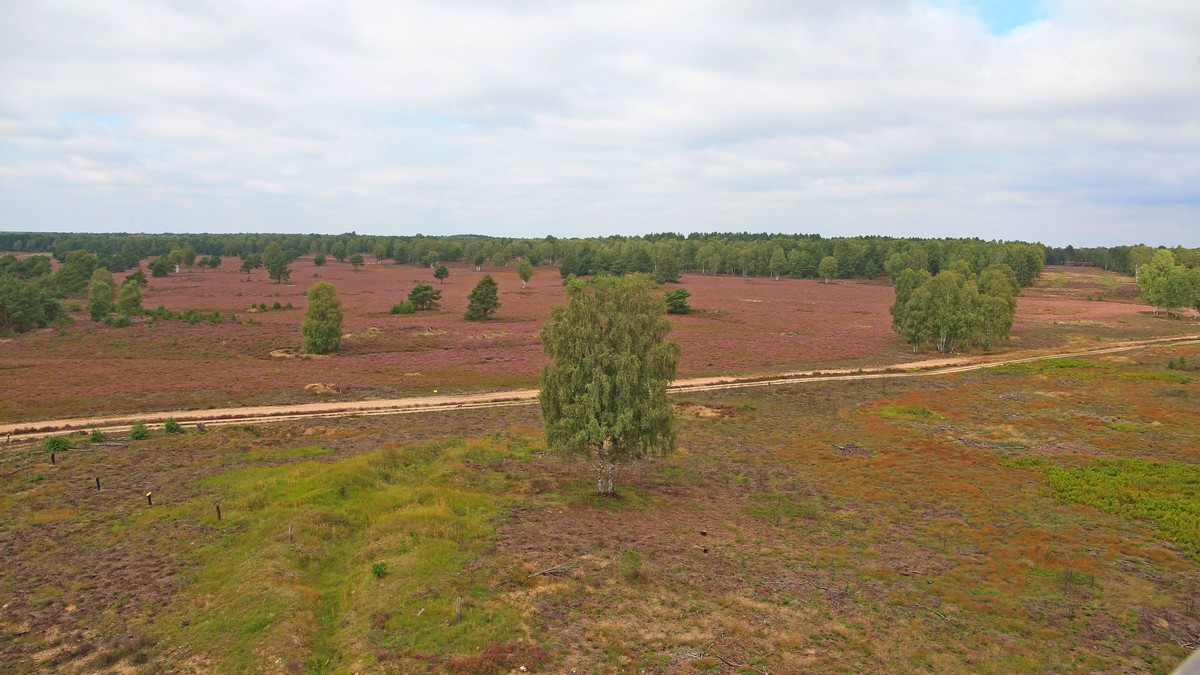
Ruppiner Heide

Die Wittstock-Ruppiner Heide (auch Kyritz-Ruppiner Heide) ist eine Wald-, Magerrasen- und Heidelandschaft im Nordwesten des Landes Brandenburg. Sie bildet einen Naturraum des Nordbrandenburgischen Platten- und Hügellandes. Der östliche Teil der Wittstock-Ruppiner Heide wird als Ruppiner Schweiz bezeichnet.

## Bedeutung
Das über 700 Quadratkilometer große Gebiet erstreckt sich im Landkreis Ostprignitz-Ruppin zwischen Wittstock/Dosse im Nordwesten sowie Neuruppin und Herzberg (Mark) im Südosten. Es grenzt im Norden an die Mecklenburgische Seenplatte und das Neustrelitzer Kleinseenland (einschließlich des Rheinsberger Seengebiets), im Osten an die Granseer Platte, im Süden an das Rhinluch und die Ruppiner Platte sowie im Westen an die Dosseniederung. Die Wittstock-Ruppiner Heide bildet zusammen mit der Granseer Platte, der Rüthnicker Heide und der Ruppiner Platte die naturräumliche Haupteinheit der Ruppiner Platte.
Die Landschaft kennzeichnet ein großes Wald-, Magerrasen- und Heidegebiet, welches überwiegend aus Sandern aufgebaut und dementsprechend trocken und unfruchtbar ist. So bestimmen Kiefernforste das Landschaftsbild, aber es wurden im Umkreis einiger Ortschaften auch Ackerflächen angelegt. So liegt auch der vorherrschende Nutzungstyp der Landschaft in den großen Kiefernforsten. In der Ruppiner Schweiz befinden sich Talsande, in denen Seenketten liegen und Mischwälder stehen.
In der Wittstock-Ruppiner Heide befand sich zwischen 1952 und 2011 der Truppenübungsplatz Wittstock der Gruppe der Sowjetischen Streitkräfte in Deutschland beziehungsweise der Bundeswehr. Das Gelände hat eine Fläche von 118,99 km². Durch die militärische Nutzung, unter anderem als Luft-/Boden-Schießplatz, ist in diesem Bereich von der ursprünglichen Wald- und Heidelandschaft wenig übriggeblieben. So gibt es hier großflächig Magerrasen und Heidevegetation.
Aus naturschutzfachlicher Sicht sind die großen Magerrasen- und Heideflächen des ehemaligen Truppenübungsplatzes besonders wertvoll; sie besitzen FFH-Status. Darüber hinaus sind ein großes Laub- und Mischwaldgebiet der Buchheide, das Berlinchener Luch und die Ruppiner Schweiz um den Rhin als FFH-Gebiete ausgewiesen. Als Naturschutzgebiet ist im Südwesten der Wittstock-Ruppiner Heide das große Feuchtgebiet Schönberg-Blankenberg ausgewiesen.
Zum Jahresbeginn 2023 wurde die Räumung einer größeren Fläche im südlichen Teil abgeschlossen (ca. 1.000 Hektar), nach der Beseitigung der Munition kann man dort wieder wandern. Ein großer Teil (ca. 10.000 Hektar) der ehemaligen militärischen Fläche wird unberäumt verbleiben, dort werden „noch Unmengen von Munition und Bomben vermutet.“